# Youp van ’t Hek

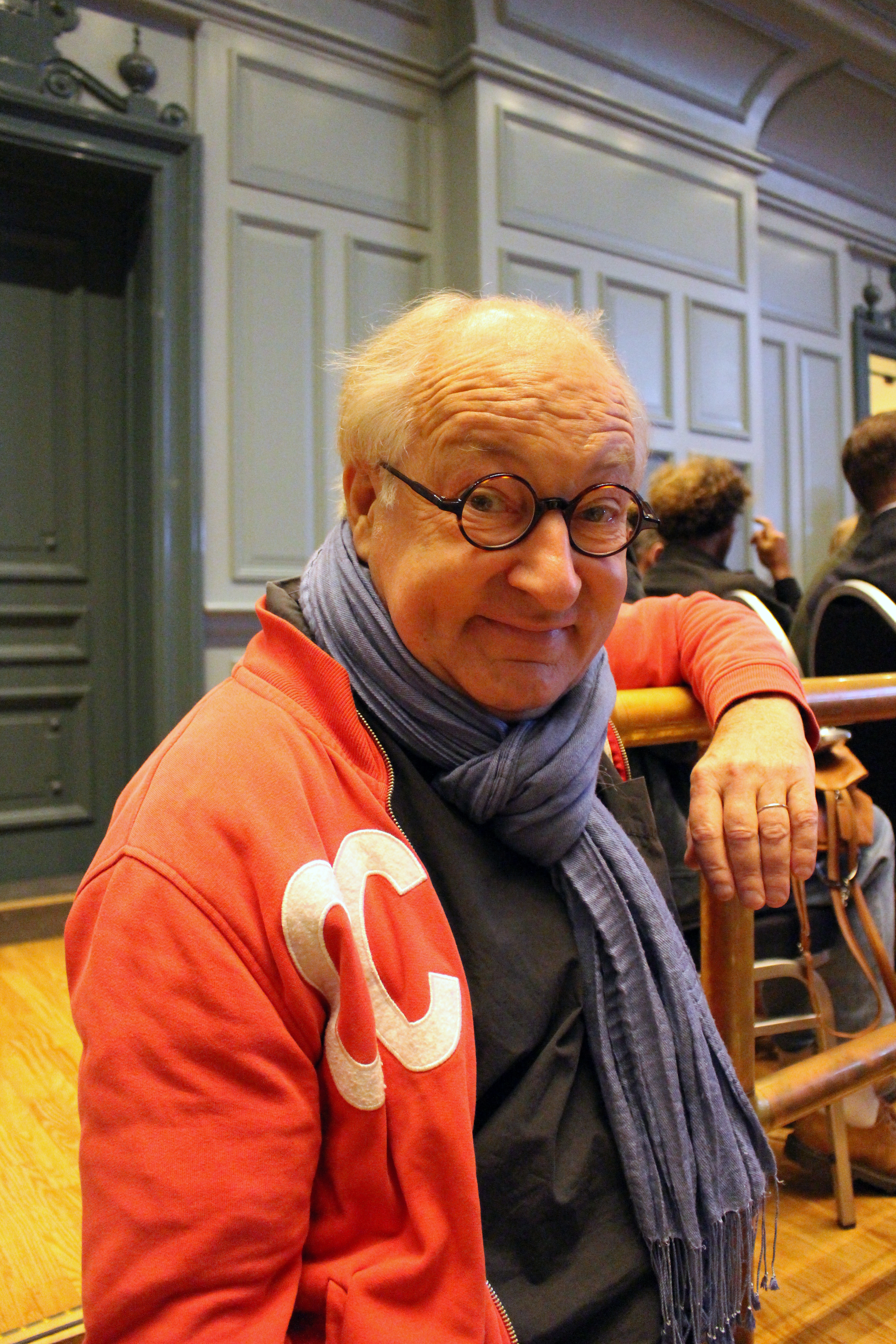
Youp van ’t Hek, 2013

Joseph Jacobus Maria „Youp“ van ’t Hek (* 28. Februar 1954 in Naarden), manchmal auch nur kurz Youp genannt, ist ein niederländischer Kabarettist, Kolumnist für das NRC Handelsblad, Musiker und Autor.

## Biografie
Van ’t Heks Liebe zum Kabarett begann 1963, als er mit seinen Eltern im Theater Carré in Amsterdam eine Vorstellung von Toon Hermans besuchte. 1973 änderte er seinen Rufnamen von Joep in Youp, nachdem eine Freundin ein T-Shirt mit dem Text We help you handschriftlich um ein p ergänzt hatte. Im selben Jahr gründete er die Kabarettgruppe Cabaret NAR, deren letztes Programm Man vermist (Mann vermisst) 1983 für einen Durchbruch sorgte. Van ’t Heks Programme bestehen aus vielen verschiedenen kurzen Geschichten, die durch einen roten Faden verbunden sind. Vom niederländischen Fernsehen wurde van ’t Hek bereits achtmal für die Oudejaarsconference ausgewählt, einen von einem Kabarettisten gestalteten Jahresrückblick, der am Silvesterabend gesendet wird.
Außer als Kabarettist ist van ’t Hek auch als Kolumnist aktiv, unter anderem für das NRC Handelsblad. Er ist bekannt für seine offene Kritik an Firmen und Produkten, unter anderem T-Mobile und Buckler.
Auch als Musiker wurde van ’t Hek bekannt. Das 1978 erstmals veröffentlichte Weihnachtslied Flappie, welches über einen für diese Musikrichtung unüblichen schwarzen Humor verfügt, wurde 2013 von Hörern des Niederländischen Radiosenders Q-Music zum beliebtesten Weihnachtslied gewählt. 2010 schrieb van ’t Hek zusammen mit Guus Meeuwis das Lied Majesteit, welches sich an die Königin richtete und ihr erklärte, wie sie sich zu verhalten habe, falls die Niederlande Fußballweltmeister würden. Dieses Lied erreicht Platz 2 in den niederländischen Single Top 100.
Van ’t Hek ist auch Autor. Neben Büchern, die aus gesammelten Liedtexten, Programmen oder Kolumnen bestehen, hat er auch mehrere Kinderbücher geschrieben.

## Programme

### Mit Cabaret NAR
- Your Youp for you (1973)
- Meer geluk dan wijsheid (Mehr Glück als Verstand) (1973)
- Gele ellebogen (Gelbe Ellbogen) (1974)
- Blaffende honden (Bellende Hunde) (1975)
- Alles in Wonderland (Alles in Wunderland) (1976)
- Romantiek met mayonaise (Romantik mit Mayonnaise) (1977)
- Geen vakantie voor Youp en Jan (Keinen Urlaub für Youp und Jan) (1978)
- Zat ik maar thuis met een goed boek (Säße ich nur zu Hause mit einem Guten Buch) (1979)
- Zonder twijfel (Ohne Zweifel) (1981)
- Gebroken glas (Zerbrochenes Glas) (1983)

### Solo
- Man vermist (Mann vermisst) (1982)
- Verlopen en verlaten (Verlaufen und verlassen) (1984) – Gewinner des Edisons 1987 in der Kategorie Kabarett/Theater
- Tunnel zonder vluchtstrook (Tunnel ohne Standstreifen) (1986)
- Hond op het ijs (Hund auf dem Eis (1987)
- Oudejaarsconference 1989 (Silvesterprogramm 1989)
- Alles of nooit (Alles oder nie) (1991)
- Ergens in de verte (Irgendwo in der Ferne) (1992)
- Spelen met je leven Spielen mit deinem Leben) (1994)
- Oudejaarsconference 1995 (Silvesterprogramm 1995, NL: Gold)[3]
- Scherven (Scherben) (1997)
- De waker, de slaper & de dromer (Der Wacher, der Schläfer und der Träumer) (1998)
- Mond vol tanden (Mund voller Zähne, Silvesterprogramm 1999)
- De wereld draait door (Die Welt dreht durch) (2000)
- Youp speelt Youp (Youp spielt Youp, Silvesterprogramm 2002)
- Prachtige paprika's (Wunderbare Paprikas) (2003)
- Het zelfmoordcommando (Das Himmelfahrtskommando, Silvesterprogramm 2005)
- Louterliedjes (Lauterlieder)  (2006)
- Schreeuwstorm (Schreisturm) (2007)
- Troost (Trost, Silvesterprogramm 2008)
- Omdat de nacht... (Weil die Nacht...) (2009)
- De tweede viool (Die zweite Geige, Silvesterprogramm 2011)
- Wigwam (2012)
- Mooie Verhalen (Schöne Geschichten) (2014) – zusammen mit Thomas Verbogt
- Wat is de vraag? (Was ist die Frage?, Silvesterprogramm 2014)
- Licht (2017)

### Bibliografie
- 13 Liedjes (1979)
- Man vermist (1984)
- Verlopen en verlaten (1986)
- Tunnel zonder vluchtstrook (1987), mit Onno Molenkamp
- Sportgek (1990)
- Het hemd van de leeuw (1990)
- Alles of nooit (1992, NL: Gold)
- Floppie, Youri & andere helden (1992)
- Hond op het ijs + Oudejaarsconference 1989 (1993, NL: Silber)
- Eerst de man, dan de bal (1993)
- Ergens in de verte (1994, NL: Gold)
- Rijke meiden (1994)
- Niks spel, knikkers! (1995)
- Makkelijk praten, tien jaar theater (1995)
- En het bleef nog lang onrustig in mijn hoofd (1996)
- Spelen met je leven, Oudejaarsconference 1995 (1996, NL: Gold)
- De selectie (1997)
- Majesteit (1997)
- Fax (1998)
- Scherven (1998, NL: Gold)
- De Waker, De Slaper En De Dromer/Mond Vol Tanden, Oudejaarsconference 1999 (2000, NL: Silber)
- Zaterdag (2000)
- Terugblik (2000, NL: Gold)
- Iedereen is in de war (2001)
- Je leven vergeten (2001), Fotobuch von Alex ten Napel & Youp van ’t Hek
- Het zal me jeuken (2002)
- Liegangst (2003)
- Liedjes van A tot Z (2003)
- 166x Youp (2003)
- Hartjeuk & Zieleczeem (2004)
- Komen & Gaan, een week tegenover Gare du Nord (2004)
- 't Is Beter Stil Te Luisteren (2004), Hörbuch mit Gedichten Toon Hermans
- De Wonderlijke Broertjes Pim En Pietje, Waarom De Dieren In Artis Op Zaterdag Zo Moe Zijn! (2004), Kinderbuch, Illustrationen: Olga Wiese
- Het leven is wél leuk (2005)
- Oelikoelie en andere goden (2006)
- Amah hoela (2007)
- Iedereen is eigenaar van iets (2007)
- Is Youp leuk? (2007)
- Blijven lachen (2007, Anthologie verschiedener Autoren)
- Het platte land (2008)
- Bacteriën moeten ook leven (2008)
- Droomzomers (2008)
- Bob&Youp (2009), Fotobuch von Bob Bronshoff
- Omdat jij mijn beste vriend bent (2009)
- 65 (2009) (Fotobuch von Paul Baars)
- Ik schreeuwlelijk (2009)
- Wie verstaat er Kips? (2011)
- De gelukkige olifant (2011), Kinderbuch, Illustrationen: Georgien Overwater
- Goede woede (2011)
- Youp van ’t Hek Leest (2011)
- Ware woorden (2011)
- Klein gelijk (2012)
- Wonder, de magie van kunstenaarsdorp Bergen (2013), verschiedene Autoren
- Wat moet ik? (2013), Sammlung von Kolumnen aus der NRC
- Het groot kerstverhalenboek (2013), verschiedene Autoren
- De snelste zebra van de wereld (2013), Kinderbuch, Illustrationen: Georgien Overwater
- Nederland volgens Youp (2013)
- Mooie woorden (2014), Theatertexte
- Verkeerde sokken (2014), Kinderbuch, Illustrationen: Marije Tolman
- Sinterklaas en het kleine hoogtevreespietje (2014), Kinderbuch. Illustrationen: Marije Tolman